# 紅 (X單曲)
《紅》是X Japan於1989年9月1日發行的單曲。原本就收錄於樂團的首張專輯VANISHING VISION當中，而這個則是和專輯BLUE BLOOD中的重錄製版相同的版本。這首曲子結合了象徵X Japan的特色，速度金屬、Ballad以及交響搖滾。X Japan因這首曲子獲得1989日本有線大賞最佳新人獎，且在1992年受邀至NHK紅白歌合戰時，也演唱了這首曲子。
"紅"是其中一首常見於X演唱會中的曲目，演唱會中通常會投射搭配代表曲名"紅"的紅光，並且樂團會在曲子最後一次反覆副歌時停下來讓觀眾跟著一起合唱。這張單曲中亦收錄了1989年6月10日，由X現場翻唱自英國搖滾樂團暴龍樂團的〈20th Century Boy〉。
除了以日文演唱的版本外，樂團專輯Perfect Best也收錄了以純英文演唱的版本"Kurenai"。此外，日本雜誌ロッキンf1988年6月的附錄裡，則收錄了"紅 (Original Japanese Version)"；這個版本將原本開頭所用的吉他改以鋼琴演奏，歌詞演唱的部分則是英、日文參半。
收錄有"紅"於X Japan專輯中的有VANISHING VISION、BLUE BLOOD、X SINGLES、B.O.X 〜Best of X〜、STAR BOX X、PERFECT BEST和X JAPAN BEST 〜FAN'S SELECTION〜。
巴西搖滾樂團Shaman2010年的專輯"Origins"，發行於日本的版本也翻唱了這首曲子。

## 曲目列表
| 曲序 | 曲目                                   | 词曲       | 时长 |
| ---- | -------------------------------------- | ---------- | ---- |
| 1.   | Kurenai（紅）                          | Yoshiki    | 6:52 |
| 2.   | 20th Century Boy (Live)（T.Rex cover） | Marc Bolan | 2:55 |